# Myotis siligorensis
Myotis siligorensis es una especie de murciélago de la familia Vespertilionidae.

## Distribución geográfica
Se encuentra en Bangladés, Bután, Camboya, la China indomalaya, India Indonesia (Borneo), Laos, Malasia, Nepal y Vietnam.